# Republica Sovietică Socialistă Moldovenească
Republica Sovietică Socialistă Moldovenească (în româna moldovenească cu alfabet chirilic: Република Советикэ Сочиалистэ Молдовеняскэ, în rusă Молда́вская Сове́тская Социалисти́ческая Респу́блика sau МССР; abreviată RSS Moldovenească sau RSSM) a fost o republică constituentă a Uniunii Sovietice din 2 august 1940 până în 1991, exceptând perioada 3 septembrie 1941 – 4 septembrie 1944, când a fost Guvernământul Basarabiei în cadrul României.

## Istorie

### Contextul și crearea
Cea mai mare parte a teritoriului pe care a existat Republica Sovietică Socialistă Moldovenească (RSSM) a fost parte a Principatului Moldova. În 1812, partea răsăriteană a Moldovei (numită, începând cu acel an, "Basarabia") a fost ocupată de Imperiul Rus în urma Păcii de la București încheiată între țariști și Imperiul Otoman, când în mod fraudulos cele două imperii au lezat integritatea statului medieval românesc Moldova. Până în 1917 Basarabia a fost o gubernie a Imperiului țarist, fără a avea reprezentare în procesul legislativ sau executiv.
Odată cu izbucnirea revoluției din 1917, mișcarea română de eliberare națională a luat un nou avânt în Basarabia. Nou-alesul Sfat al Țării a proclamat Republica Democratică Moldovenească pe 15 decembrie 1917. În urma retragerii dezordonate în ianuarie 1918 de pe frontul din Carpați a unor unități militare ruse, în care corpul de ofițeri a fost înlocuit cu activiști bolșevici (comisari ruși), în Ungheni, Chișinău și Tighina au avut loc nenumărate crime. Neavând unități militare proprii, Sfatul Țării (al Basarabiei) a făcut apel la armata română, care după ce a eliberat orașul Tighina de ultimele trupe de soldați ruși dezorganizați, s-a retras înapoi peste Prut. La 24 ianuarie 1918, Sfatul Țării a proclamat independența Republicii Democratice Moldovenești, pentru ca pe 9 aprilie 1918 să proclame unirea cu România cu 86 de voturi "pentru", 3 "împotrivă", 36 de abțineri și 13 absențe (din totalul de 138 de deputați).

Teritoriul cuprins între râurile Nistru si Bugul de Sud, cuprinzând orașe ca: Movilău (Moghilău), Berșad, Iampol, Rîbnița, Bârzula, Dubăsari, Golta, Tiraspol, Ovidiopol, Odesa și Oceacov, a avut de-a lungul secolelor o componență etnică mixtă. În Evul Mediu, românii basarabeni reprezentau circa 1/2 din populația sa destul de mică, restul fiind ucraineni și tătari nogai (un trib al tătarilor din Crimeea). Începând cu sfârșitul secolului al XVII-lea, acest teritoriu a intrat în administrarea directă a Imperiului otoman, unde era cunoscut sub numele "Yedisanul de Vest". În 1792 el a intrat în componența Imperiului rus, ceea ce a dus la o schimbare radicală a componenței sale etnice: tătarii au fost obligați să plece, iar nobilimea rusă a primit vaste teritorii nepopulate. Astfel au venit multi țărani și coloniști ruși, ucraineni și evrei. În 1917-1918, românii basarabeni erau majoritari doar în sate situate la mică distanță de Nistru.
Pe 12 octombrie 1924, Uniunea Sovietică a înființat o republică autonomă, RASS Moldovenească, în componența RSS Ucrainene, pe o parte din teritoriul dintre râurile Nistru și Bugul de Sud, republică în cadrul căreia românii (sau moldovenii, conform terminologiei oficiale sovietice) constituiau circa 40% din populație. Acest lucru a fost făcut în speranța determinării românilor basarabeni să se rupă de România.
Protocolul adițional secret al Pactului Molotov-Ribbentrop, privitor la sferele de influență și dominație în estul Europei, semnat între Uniunea Sovietică și Germania nazistă la 23 august 1939, a dus la trecerea la 28 iunie 1940 prin ultimatum (din partea guvernului URRS-ului) și cedare (din partea Consiliului de Coroană al României) a teritoriilor dintre Prut și Nistru (Basarabia), dar și a nordului Bucovinei, în componența URSS-ului. Ținutul Herța, deși nu a fost inclus în protocol, a fost ocupat, de asemenea, de către armata sovietică. Inițial, Basarabia fără județele Hotin, Ismail și Cetatea Albă, plus o parte a RSSA Moldovenești (aproximativ corespunzătoare teritoriului actual al Transnistriei) au fost incluse în RSS Moldovenească înființată la 2 august 1940, printr-un decret semnat de Stalin, pretinzându-se că inițiativa a aparținut majorității oamenilor muncii din regiune. Numai în perioada dintre 28 iunie și 10 iulie s-au înregistrat circa 1.100 soviete la sate, 2 – în localitățile urbane, 4 – la nivel de plase și județe. În componența lor au intrat circa 8.000 de muncitori, țărani și intelectuali. Aceste cifre ilustrează faptul că formalitățile trebuiau respectate: noua republică sovietică nu putea fi creată fără acordul unor reprezentanți ai categoriilor sociale nevoiașe, în numele cărora s-a instaurat puterea sovietică în cea mai mare parte a Imperiului rus, începând cu 1917. Astfel, RSS Moldovenească a devenit o republică unională separată în cadrul URSS-ului, cu drept teoretic de secesiune.
La 22 iunie 1941 România, aliată cu Germania, a atacat Uniunea Sovietică. Până la 26 iulie 1941, Basarabia și nordul Bucovinei au revenit în cadrul României. La 27 iulie 1941, Antonescu a ordonat armatei române să continue înaintarea peste râul Nistru în teritoriul sovietic, ocupând astfel și Transnistria.
În februarie-august 1944, Uniunea Sovietică a reocupat Moldova răsăriteană și a organizat din nou RSS Moldovenească. Din punct de vedere juridic, frontiera de pe râul Prut a fost legalizată, oficial, în patru rânduri de comunitatea internațională (inclusiv România):
- la tratatul de pace de la Paris în 1947, ca frontieră româno-sovietică;
- la data de 28 august 1991, ca frontieră moldo-română prin recunoașterea independenței Republicii Moldova de către România;
- la data de 8 decembrie 1991, prin recunoașterea CSI-ului (inclusiv R.M.) de către România;
- la data de 27 iunie 2014, prin acordul de asociere R.M.-U.E.

### Reorganizarea teritorială
Din iunie 1940, timp de cinci săptămâni, noua RSS Moldovenească cuprindea întreaga Basarabie (delimitată în 1812) și întreaga RASSM-ul (delimitată în 1924, în Podolia) cu o suprafață de 52.710 kmp. În august 1940, s-au delimitat noi hotare între RSS Moldovenească și RSS Ucraineană (din cadrul URSS-ului), transferând 24.460 kmp în favoarea celei din urmă, și lăsând astfel celei dintâi o suprafață de 28.250 kmp.
Pe 11 noiembrie 1940, RSS Moldovenească (în limitele sale din august 1940) a fost reorganizată teritorial în raioane, după modelul sovietic. Astfel, în cadrul Republicii Sovietice Socialiste Moldovenești (RSSM) au fost create următoarele unități administrative:
- Raionul Călărași
- Raionul Căușeni
- Raionul Cimișlia
- Raionul Edineț
- Raionul Fălești
- Raionul Florești
- Raionul Cotovschi
- Raionul Leova
- Raionul Orhei
- Raionul Rezina
- Raionul Rîșcani
- Raionul Sîngerei (Lazovsk, în perioada 1957-1991)
- Raionul Vulcănești

În perioada 3 septembrie 1941 – 4 septembrie 1944, teritoriul a fost organizat ca Guvernământ al Basarabiei în cadrul României, având în componență nouă județe.
O nouă delimitare repartizează către RSS Moldovenească 5.593 kmp în jumătatea de sud a județului Hotinului și din Bugeac (mici porțiuni din fostele județe românești Cetatea Albă și Ismail cu micul sat dunărean Giurgiulești, toate trei cedate în întregimea lor RSS Ucrainene în 1940), delimitând pentru RSSM o suprafață de 33.843 kmp. Au existat și modificări minore ale hotarului transnistrean cu RSS Ucraineană. În 1948, prin reforma administrativ-teritorială, județele au fost desființate, iar teritoriul RSS Moldovenești a fost organizat din nou în raioane.

### Perioada stalinistă: deportările și persecuțiile

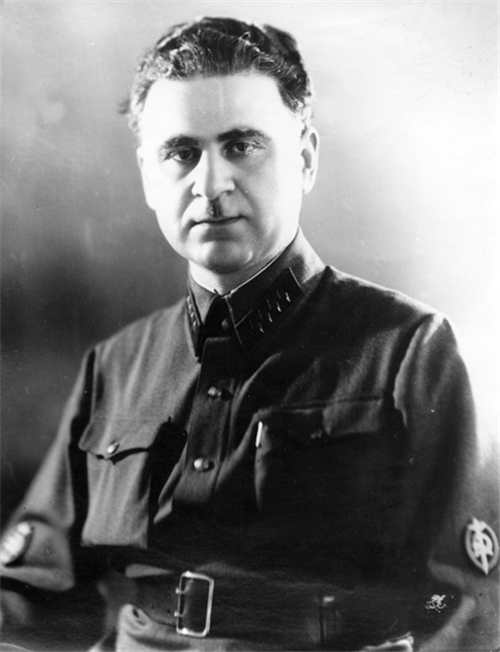
Generalul NKVD Sergo Goglidze, unul din organizatorii deportărilor din 12-13 iunie 1941

Înainte și după Al Doilea Război Mondial, Uniunea Sovietică a deportat un număr foarte mare de persoane din Basarabia și Bucovina la muncă forțată, unde mulți dintre ei au murit sau au fost executați. Deportate erau persoanele care fuseseră declarate inamici ai clasei muncitoare de politica stalinistă. Erau incluse persoane care fuseseră polițiști, soldați, clerici, proprietari de terenuri (atât nobili cât și țărani împroprietăriți), membri ai partidelor politice istorice și toți cei ce-și exprimaseră dezacordul față de regim (o mare parte din populație și majoritatea populației educate), stâlpii culturii românești. În plus populația de etnie română a fost mutată de la regiunile de graniță. (Vezi și Transferuri de populație în Uniunea Sovietică și Colonizările forțate în Uniunea Sovietică). Au fost deportate mai ales persoane de etnie română, dar nu exclusiv, deportările fiind direcționate către cei care s-ar fi putut opune invaziei sovietice. Un exemplu este satul Brătușeni, sat majoritar ucrainean, de unde cei deportați nu s-au mai întors niciodată la casele lor.
Potrivit cercetărilor istoricului rus Nikolai Teodorovici Bugai, de la Universitatea din Moscova, care în anii 1992-1993 a avut acces la arhiva NKVD-MVD-KGB și la corespondența între Stalin și miniștrii săi, îndeobște Kruglov, între iulie 1940 și decembrie 1953, un număr de 332.500 de persoane au fost deportate din teritoriul anexat de URSS în 1940: români, ruși albi (antibolșevici), refugiați care fugiseră din URSS, minorități religioase, dintre care 47.000 mai erau încă în viață, în locurile de deportare, în 1954. Aceasta reprezintă o medie de 90 de persoane pe zi sau 2.700 pe lună, dar practic deportările se efectuau în valuri, în funcție de disponibilitatea materialului feroviar și rutier.
Conform cercetărilor istoricului american Rudolf Joseph Rummel, de la Universitatea din Hawaii:
- Între iunie 1940 și iunie 1941, 300.000 de basarabeni și bucovineni au fost deportați, din care 57.000 au murit[7];
- Între martie 1944 și mai 1945, 390.000 de basarabeni și bucovineni au fost deportați, din care 51.000 au murit[8];
- Între mai 1945 și decembrie 1953, 1.654.000 de basarabeni și bucovineni au fost deportați, din care 215.000 au murit (majoritatea în Gulag și pe drum)[9].

În total, după Rudolf Joseph Rummel, aproximativ 2.344.000 de persoane, în mare parte români, au fost deportate din teritoriile anexate de URSS în 1940 în dauna României, din care 703.000 au fost ucise. Aceasta reprezintă o medie de 620 de persoane pe zi sau 18.600 pe lună, ceea ce înseamnă aproximativ un tren de zece vagoane sau un convoi de camioane pe zi.
Potrivit cercetărilor istoricului american Charles King, diferența dintre populația teritoriului anexat la recensămintele din 1938 (românesc) și 1959 (sovietic), ținând cont de cei 280.000 de evrei deportați și uciși în perioada iulie 1941 – martie 1944 și de intensa colonizare sovietică după august 1944, arată că deficitul demografic a fost compensat prin colonizare, dar, simultan, că populația băștinașă românească/moldovenească s-a menținut la fața locului în proporție de 59% (pentru tot teritoriul anexat, dar, fără Transnistria) față de proporția de 74% înainte de război. Procentul de 15% din o medie de trei milioane de persoane reprezintă aproximativ 450.000 de persoane. Mulți locuitori români, ruși albi sau refugiați anticomuniști din Basarabia care nu au reușit să fugă în România când URSS a preluat controlul asupra acestui teritoriu, au fost capturate de către forțele NKVD; un procent ridicat din aceștia au fost împușcați sau deportați.
Autoritățile sovietice au vizat mai multe grupuri socio-economice, datorită situației lor economice, politice, sau datorită legăturilor cu fostul regim românesc. Ei au fost deportați în Siberia și în nordul RSS Kazahă; unii dintre aceștia au fost închiși sau executați. În conformitate cu Raportul Tismăneanu, în 1940-1941 pe timp de pace, 86.604 persoane au fost arestate și deportate, în timp ce istoricii ruși au prezentat un număr estimativ de 90.000 pentru aceeași perioadă. NKVD-ul s-a concentrat asupra grupărilor socotite anti-sovietice, dintre care majoritatea au fost cele mai active între 1944 și 1952.
O campanie de eradicare a așa-zișilor chiaburi a fost orientată contra familiilor țăranilor proprietari din Basarabia, care au fost deportați în Siberia și Kazahstan. De exemplu, în două zile, 6 iulie și 7 iulie 1949, 11.342 de familii din Republica Moldova au fost deportate prin ordin al ministrului de stat și de securitate I.L. Mordoveț, în conformitate cu un plan numit „Operațiunea Sud”.
Alte campanii de deportare au afectat: etnicii germani (al căror număr a scăzut de la peste 140.000 în 1938 la 4.000 în 1959, datorită migrației voluntare din timpul războiului și prin relocări forțate, în calitate de colaboratori după război) și minoritățile religioase (700 de familii, mai ales adepți ai cultului Martorii lui Iehova au fost deportate în Siberia, în aprilie 1951, în cadrul planului numit „Operațiunea Nord”.

### Perioada stalinistă: colectivizarea și foametea
Colectivizarea a fost pusă în aplicare între 1949 și 1950, deși încercări au fost efectuate mai devreme încă din 1946. În acest timp, o foamete de mare amploare s-a produs: unele surse dau un minim de 115.000 de oameni care au murit de foame și boli între decembrie 1946 și august 1947, alții pun cifra la 216.000, la aceștia se mai adaugă alți 350.000 care au fost afectați de malnutriție, dar care au supraviețuit. Nu există suficiente dovezi că aceasta foamete a fost cauzată sau planificată de către sovietici și îndreptate împotriva celui mai mare grup etnic care trăia în mediul rural (românii). Cauza principală a fost rechiziționarea de cantități mari de produse agricole de către sovietici, dar a fost favorizat de asemenea, de secetă, de întreruperile provocate de război și colectivizare.
În contextul accentuării foametei, la sfârșitul anului 1946 – începutul lui 1947, a sporit numărul celor care decid să treacă Prutul. Urmare a acestui fenomen, șeful Detașamentului 22 de grăniceri, colonelul Vladimir Pavlovici Așahmanov, dă ordin subalternilor săi, la telefon și la adunări, să fie necruțători față de cei care vor încerca să treacă frontiera. În privința celor prinși, Așahmanov ordonă ca aceștia să fie executați pe loc, iar față de cei care reușesc să treacă Prutul – să fie urmăriți pe teritoriul României și, în caz că nu vor putea pune mâna pe ei, să fie împușcați.

### Perioada 1956–64
Începând cu regimul lui Hrușciov, succesorul lui Stalin, supraviețuitorii din Gulag și lagărele de deportați au primit permisiunea să se întoarcă în Basarabia. Îmbunătățirea relațiilor politice a încheiat și perioada de putere absolută a NKVD-ului, iar economia planificată centralizat a dus la dezvoltarea în domenii precum: educația, știința și tehnologia, sănătatea și industria (cu excepția domeniilor care au fost considerate sensibile politic, cum ar fi genetica sau istoria).

### Dezvoltarea: 1964–85
În anii '70 și '80, RSS Moldovenească a primit investiții substanțiale din bugetul URSS-ului, pentru a dezvolta facilități industriale și științifice, precum și pentru construcția de locuințe. În 1971, Consiliul de Miniștri al URSS-ului a adoptat o decizie "Despre măsurile pentru dezvoltarea viitoare a orașului Chișinău", care alocau mai mult de un miliard ruble din bugetul URSS-ului, pentru investiții decizie care ulterior a adus o oarecare prosperitate și muncitorii calificați din întregul URSS. O astfel de alocare a activelor URSS-ului a fost parțial influențată de faptul că, Leonid Brejnev, conducătorul real al URSS-ului între anii 1964 și 1982, a fost Prim-Secretar al Partidul Comunist în RSS Moldovenească între 1950 și 1952. Aceste investiții s-au oprit în anul 1991, când Basarabia a ieșit din Uniunea Sovietică.

### Perestroika și drumul spre ieșirea din Uniunea Sovietică: 1985–91
Deși Brejnev și alți primi-secretari ai URSS-ului au avut parțial succes în suprimarea naționalismului existent în RSSM, regimul lui Mihail Gorbaciov a facilitat renașterea naționalismului în regiune. Politicile sale  de glasnost și perestroika au creat condițiile pentru exprimarea deschisă a sentimentelor naționale și au dat posibilitatea republicilor sovietice de a face reforme, independent de guvernul central.
Drumul RSSM-ului către independența față de URSS a fost marcat de manifestări ale civilor, conservatoarii din est (în special de la Tiraspol), precum și activiști ai Partidului Comunist din Chișinău care au vrut să mențină RSSM-ul în Uniunea Sovietică. Principalul succes al mișcării naționaliste între 1988 și 1989 a fost adoptarea la 31 august 1991 de către Sovietului Suprem al RSS Moldova a limbii moldovenești ca limbă oficială, iar în declarația de preambul unitatea lingvistică moldo-română, și întoarcerea la alfabetul latin pre-sovietic. În 1990, când a devenit clar faptul că Basarabia în cele din urmă va deveni independentă, un grup de activiști pro-URSS din Transnistria au proclamat Republica Sovietică Socialistă Nistreană Moldovenească cu capitala la Tiraspol, care, după dizolvarea URSS-ului, a fost redenumită în Republica Nistreană Moldovenească.

### Sfârșitul și ieșirea din Uniunea Sovietică
Numele țării s-a schimbat în Republica Moldova pe 23 mai 1991, țara proclamându-și independența pe 27 august 1991, odată cu prăbușirea Uniunii Sovietice. După ce, la început, s-a manifestat dorința de unire cu România, a izbucnit un război în Transnistria în 1992, susținut de armata rusă aflată acolo. Nici până acum guvernul de la Chișinău nu are controlul asupra acestei regiuni separatiste.

## Demografie

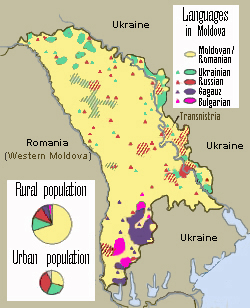
Harta etnică a Republicii Sovietice Socialiste Moldovenești din 1989

| grup etnic | 1941      | 1941      | 1959      | 1959      | 1970      | 1970      | 1979      | 1979      | 1989      | 1989      |
| ---------- | --------- | --------- | --------- | --------- | --------- | --------- | --------- | --------- | --------- | --------- |
| moldoveni  | 1.620.800 | 68,8%     | 1.886.566 | 65,4%     | 2.303.916 | 64,6%     | 2.525.687 | 63,9%     | 2.794.749 | 64,5%     |
| români     | –         | –         | 1.663     | 0,06%     | 1.581     | –         | 1.657     | –         | 2.477     | 0,06%     |
| ucraineni  | 261.200   | 11,1%     | 420.820   | 14,6%     | 506.560   | 14,2%     | 560.679   | 14,2%     | 600.366   | 13,8%     |
| ruși       | 158.100   | 6,7%      | 292.930   | 10,2%     | 414.444   | 11,6%     | 505.730   | 12,8%     | 562.069   | 13%       |
| evrei      | –         | –         | 95.107    | 3,2%      | 98.072    | 2,7%      | 80.127    | 2%        | 65.672    | 1,5%      |
| găgăuzi    | 115.700   | 4,9%      | 95.856    | 3,3%      | 124.902   | 3,5%      | 138.000   | 3,5%      | 153.458   | 3,5%      |
| bulgari    | 177.700   | 7,5%      | 61.652    | 2,1%      | 73.776    | 2,1%      | 80.665    | 2%        | 88.419    | 2%        |
| țigani     | –         | –         | 7.265     | 0,2%      | 9.235     | 0,2%      | 10.666    | 0,3%      | 11.571    | 0,3%      |
| alții      | 23.200    | –         | 22.618    | –         | 43.768    | –         | 48.202    | –         | 56.579    | –         |
| Total      | 2.356.700 | 2.356.700 | 2.884.477 | 2.884.477 | 3.568.873 | 3.568.873 | 3.949.756 | 3.949.756 | 4.335.360 | 4.335.360 |

## Economie
Deși era cea mai dens populată republică a Uniunii Sovietice, RSS Moldovenească a fost destinată să fie doar o țară agricolă, specializată în special în producția de fructe. Regiunea transnistreană (în care românii reprezentau doar 40% din populație), a fost mai industrializată. În 1990, Transnistria realiza 40% din produsul intern brut și 90% din producția de electricitate a RSS Moldovenești.

## Conducere
Partidul Comunist Moldovenesc a fost o componentă a Partidul Comunist al Uniunii Sovietice. Partidul Comunist a fost partid unic. El a avut puterea supremă, deoarece toate organizațiile și societățile comerciale îi erau direct subordonate.
Elita politică din RSS Moldovenească a fost una dintre cele mai fidele Moscovei. Una dintre dovezi este și redenumirea multor orașe și comune după diferiți lideri comuniști de la centru.
| anul\etnia | Moldoveni | Ucraineni | Ruși  | Evrei |
| ---------- | --------- | --------- | ----- | ----- |
| 1925       | 6,3%      | 31,6%     | 41,6% | 15,7% |
| 1940       | 17,5%     | 52,5%     | 11,3% | 15,9% |
| 1989       | 47,8%     | 20,7%     | 22,2% | 2,5%  |

| nume               | perioada                        | locul nașterii                    |
| ------------------ | ------------------------------- | --------------------------------- |
| Piotr G. Borodin   | 1941 – 1942                     | RSS Ucraineană                    |
| Nikita L. Salogor  | 1942 – 1946                     | RSS Ucraineană                    |
| Nikita G. Koval    | 1946 – iulie 1950               | RSS Moldovenească (Transnistria)  |
| Leonid I. Brejnev  | iulie 1950 – octombrie 1952     | RSS Ucraineană                    |
| Dimitri S. Gladki  | octombrie 1952 – 1954           | RSS Ucraineană                    |
| Zinovie T. Serdiuk | 1954 – mai 1961                 | RSS Ucraineană                    |
| Ivan I. Bodiul     | mai 1961 – decembrie 1980       | RSS Ucraineană                    |
| Simeon K. Grossu   | decembrie 1980 – noiembrie 1989 | RSS Ucraineană (sudul Basarabiei) |
| Petru C. Lucinschi | noiembrie 1989 – februarie 1991 | RSS Moldovenească                 |
| Grigore I. Eremei  | februarie – august 1991         | RSS Moldovenească                 |

## Cultură și ideologia
Cea mai mare parte a elitei românești-moldovenești de dinaintea celui de-Al doilea război mondial, intelectualii, orășenii, ca și sute și mii de țărani de rând au fost deportați (în special prin deportările organizate în 1940, în 1949 și în 1951), iar în câteva cazuri întemnițați sau uciși. Chiar și în zilele noastre sunt zeci de mii de români-basarabeni trăitori în zonele în care au fost inițial deportați. 295.000 de români-moldoveni au murit în foametea din 1946-1947, unica foamete care a avut loc în Basarabia. După încheierea celui de-Al doilea război mondial, au fost aduși coloniști din toată Uniunea Sovietică, în special ruși și ucraineni, care au dus la schimbarea compoziției etnice.
Românii basarabeni au fost încurajați să învețe limba rusă, care era necesară pentru ocuparea oricărei funcții publice. Pozițiile politice și academice erau date în special membrilor grupurilor etnice ne-române (numai 14% din liderii politici moldoveni erau români în 1946, deși acest procent s-a schimbat puțin de-a lungul timpului).
Guvernul URSS-ului a încurajat dezvoltarea "culturii moldovenești", considerată ca fiind diferită de cea românească, ca și proclamarea existenței așa-zisei limbi moldovenești, considerată, (în ciuda chiar a obiecțiilor unor lingviști sovietici), ca fiind deosebită de limba română. Criticii literari subliniau influența rusească asupra literaturii românești-moldovenești, ignorând trecutul comun al literaturii moldovenești în cadrul mai larg al literaturii române. Pentru a sublinia presupusele diferențe și pentru a rupe legăturile cu România, limba română (moldovenească) a fost scrisă cu alfabetul chirilic. Numele unor orașe și sate au fost modificate pentru a le da o sonoritate mai slavă sau au fost rebotezate cu numele unor lideri bolșevici.
Propaganda oficială a încercat să îndoctrineze prin propagandă ideea că românii i-au asuprit pe moldoveni înainte ca Basarabia să fie eliberată de sovietici. Astfel, ideologia sovietică de stat a Republicii Sovietice Socialiste Moldovenești avea trei aspecte:
- un aspect politic: Comunismul
- un aspect economic: economia de stat
- un aspect național: moldovenismul.

## Relația cu România socialistă

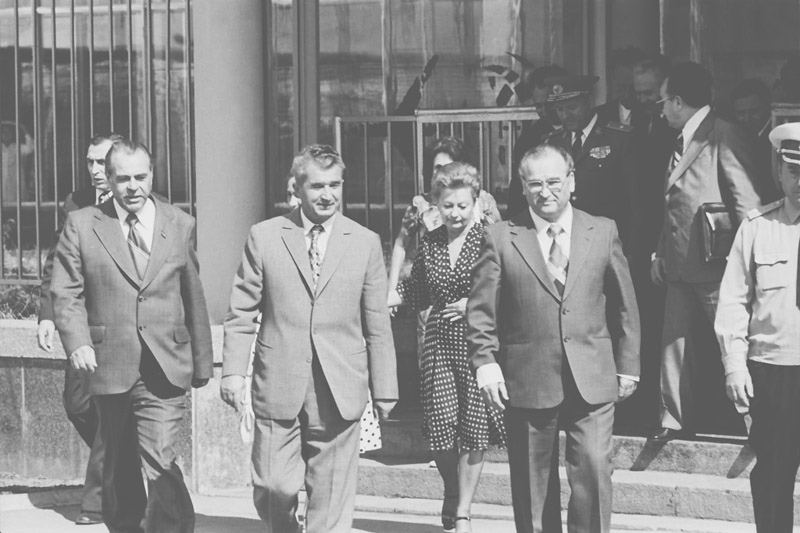
Nicolae Ceaușescu și Ivan Bodiul celebrând la Chișinău, pe 2 august 1976, a 36-a aniversare a RSS Moldovenești.

Pe tot parcursul Războiului Rece, problema Basarabiei a fost pusă deoparte în Occident, și chiar și în România anilor 1950, cercetarea istoriei Basarabiei a fost un subiect interzis, deoarece Partidul Comunist Român a încercat să pună accentul pe legăturile dintre români și ruși, anexarea fiind considerată doar o dovada a prieteniei cu URSS-ul.
Începând cu anii 1960, Gheorghe Gheorghiu-Dej și Nicolae Ceaușescu au început o politică de distanțare față de Uniunea Sovietică, dar dezbaterea asupra Basarabiei a fost limitată doar la nivel științific (istoriografie și lingvistică), nu la nivel politic.
Având în vedere că relațiile sovieto-române s-au redus la mijlocul anilor 1960, cărturari sovietici au publicat lucrări istorice cu privire la „Lupta de unificare a Basarabiei cu patria mamă sovietică” (Artiom Lazarev) și „Dezvoltarea limbii moldovenești” (Nicolae Corlăteanu). Pe de altă parte, Academia Română a publicat unele note scrise de Karl Marx, care vorbesc despre nedreptatea făcută în 1812 prin anexarea Basarabiei de către Imperiul Rus, iar Nicolae Ceaușescu, în 1965 într-un discurs, a citat o scrisoare a lui Friedrich Engels, în care și el a criticat anexarea rusă, în timp ce în 1966, într-un alt discurs, a denunțat apelurile făcute de Partidul Comunist Român către URSS prin care se cerea anexarea Basarabiei și a Bucovinei.
Problema a fost cu toate acestea adusă în discuție ori de câte ori relațiile cu sovieticii erau reci, dar nu au fost niciodată un subiect serios pentru negocieri la nivel înalt. Târziu în noiembrie 1989, când URSS și-a retras sprijinul, în timpul celui de al XIV-lea Congres al Partidului Comunist Român, Ceaușescu a denunțat invazia sovietică din timpul celui de al Doilea Război Mondial.

## Galerie de imagini

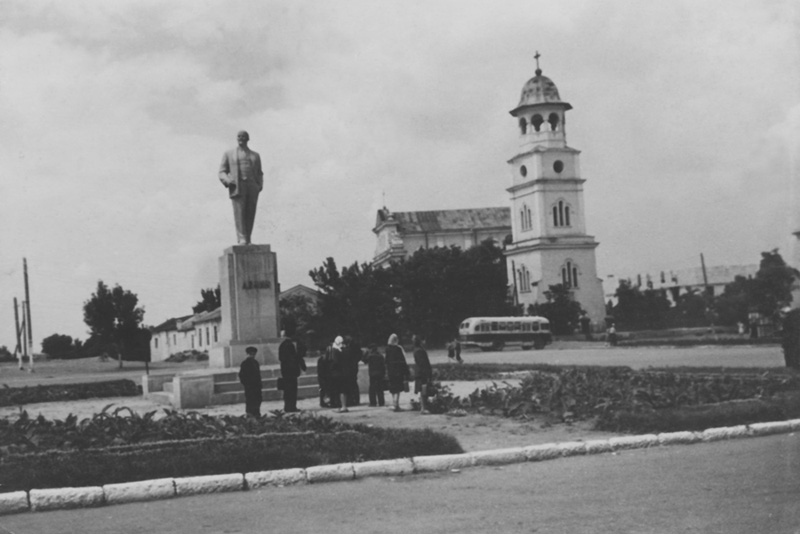
Monumentul lui Lenin din Bălți, 1958.
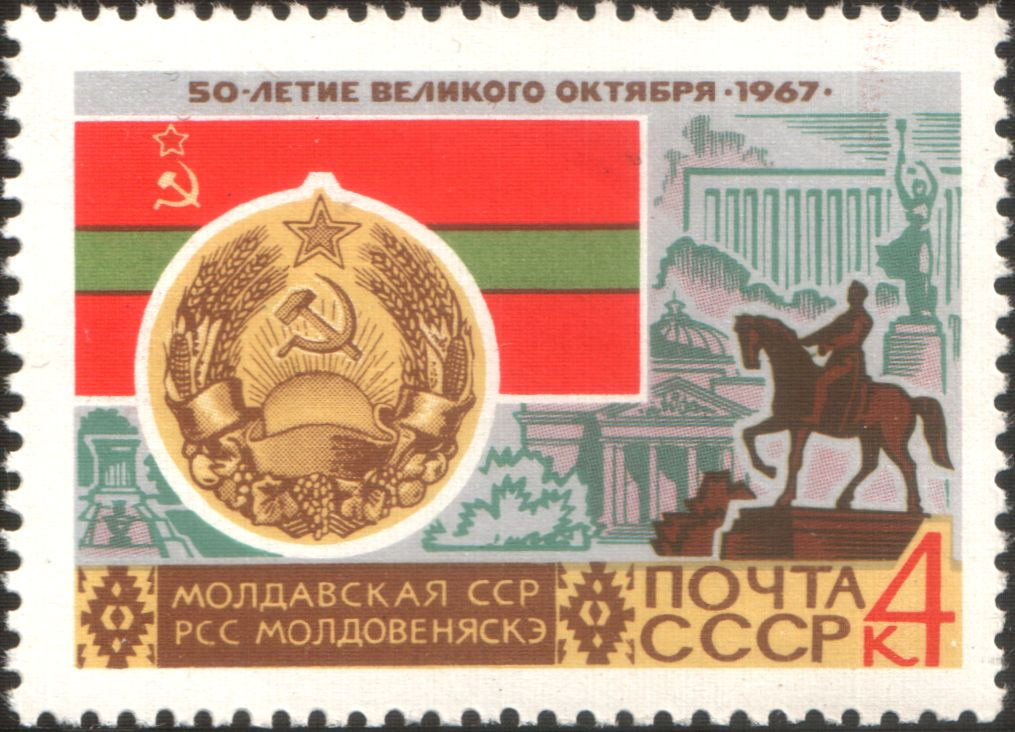
Timbru al RSSM-ului din 1967, comemorând Revoluția din Octombrie.
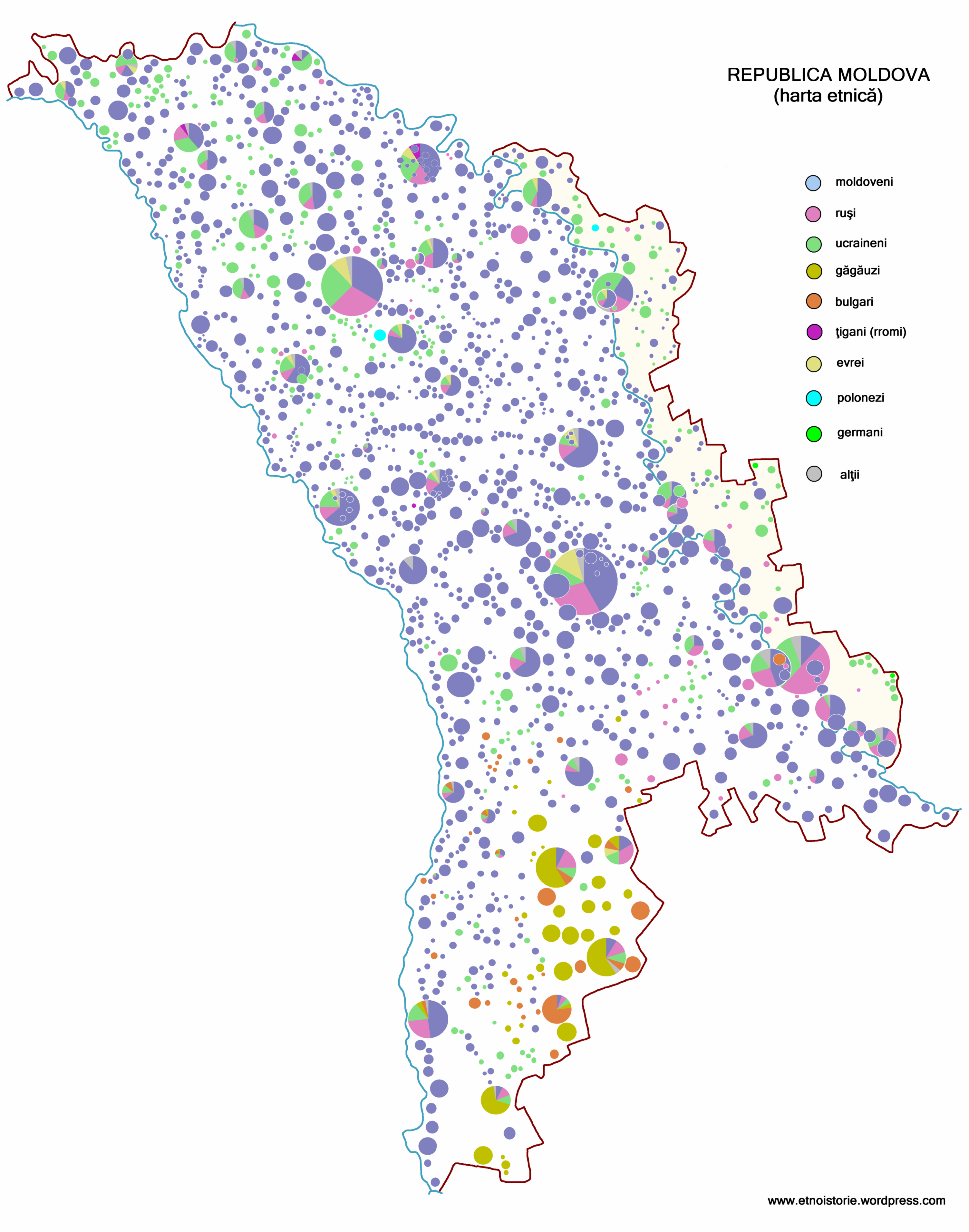
Harta etnică a RSSM-ului, conform recensământului sovietic din 1970.
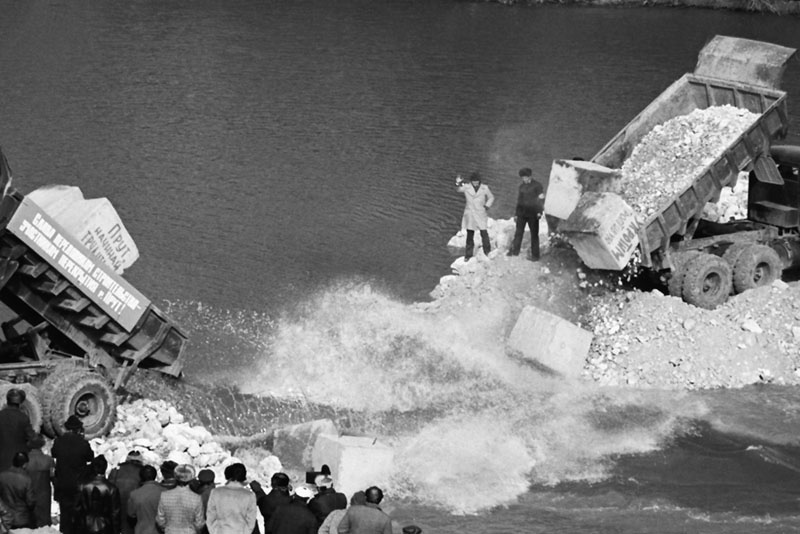
Bararea Prutului la Costești-Stânca (1972).
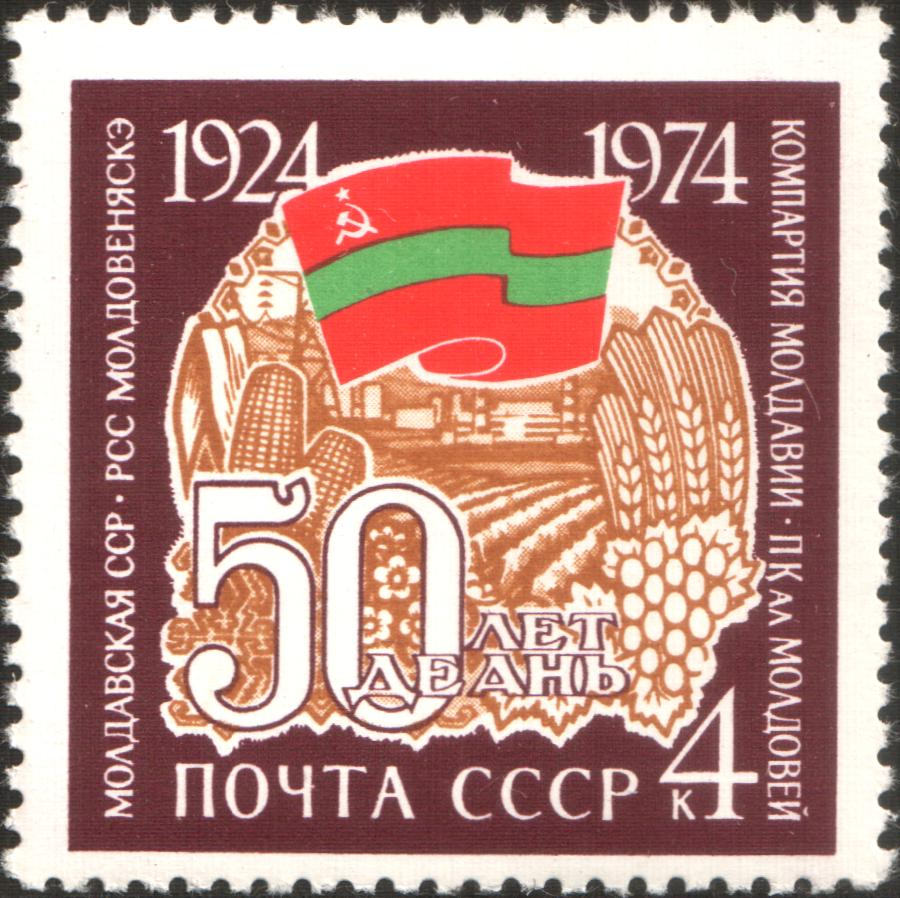
Timbru din 1974 cu ocazia a 50 de ani de la crearea PCM-ului.
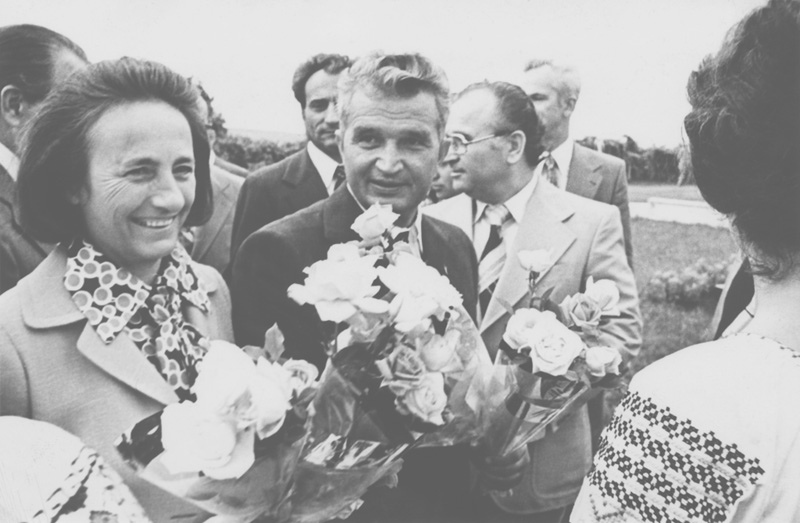
Soții Ceaușescu pe Aeroportul din Chișinău, sosiți în vizită în RSSM (2 august 1976).
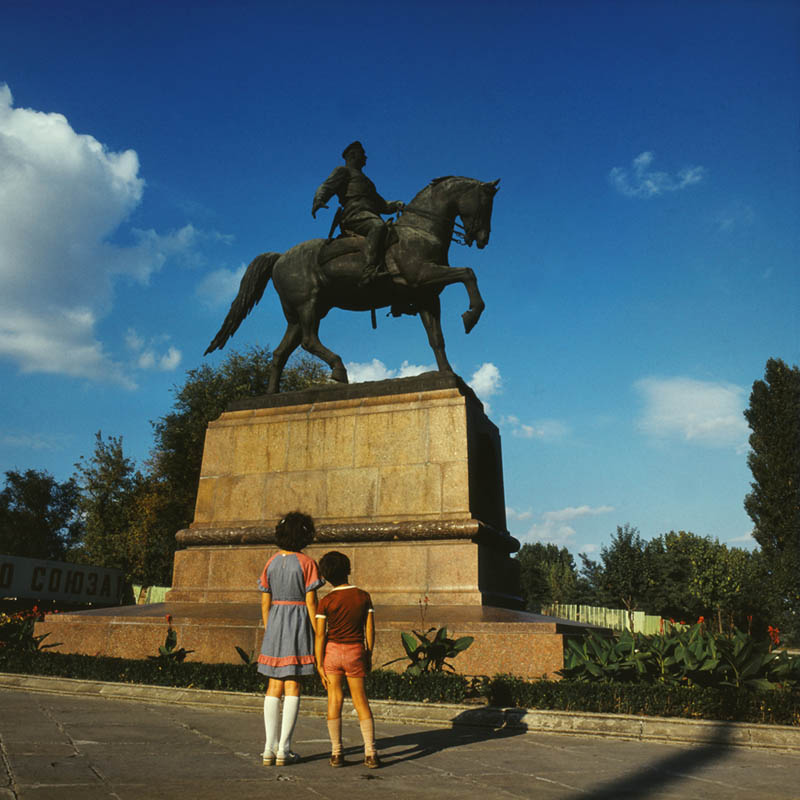
Monumentul lui Kotovski din Chișinău, în 1980.
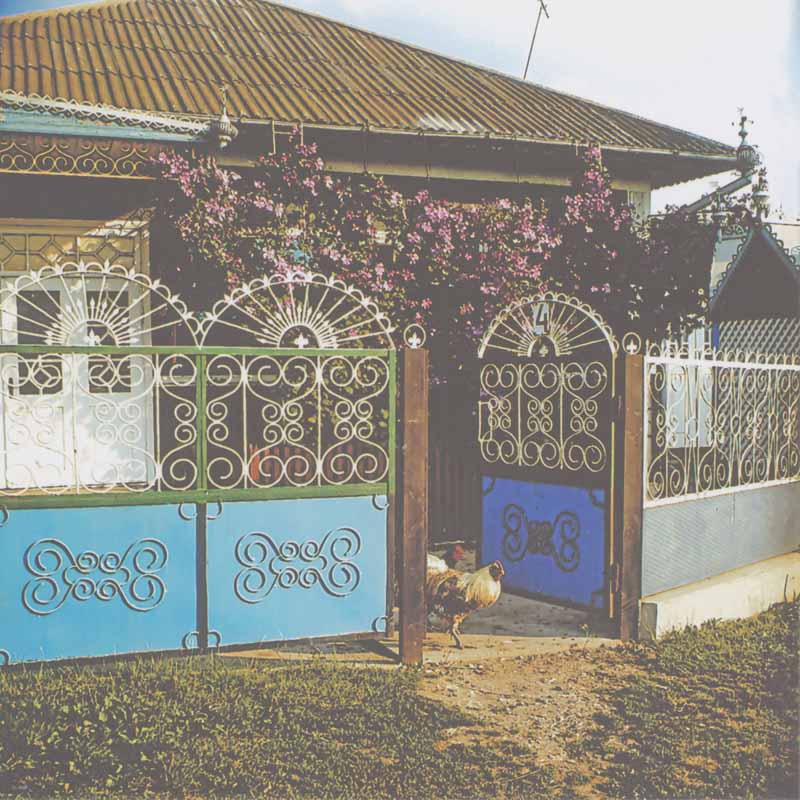
Casă tradițională din nordul republicii autonome, anii 1980.
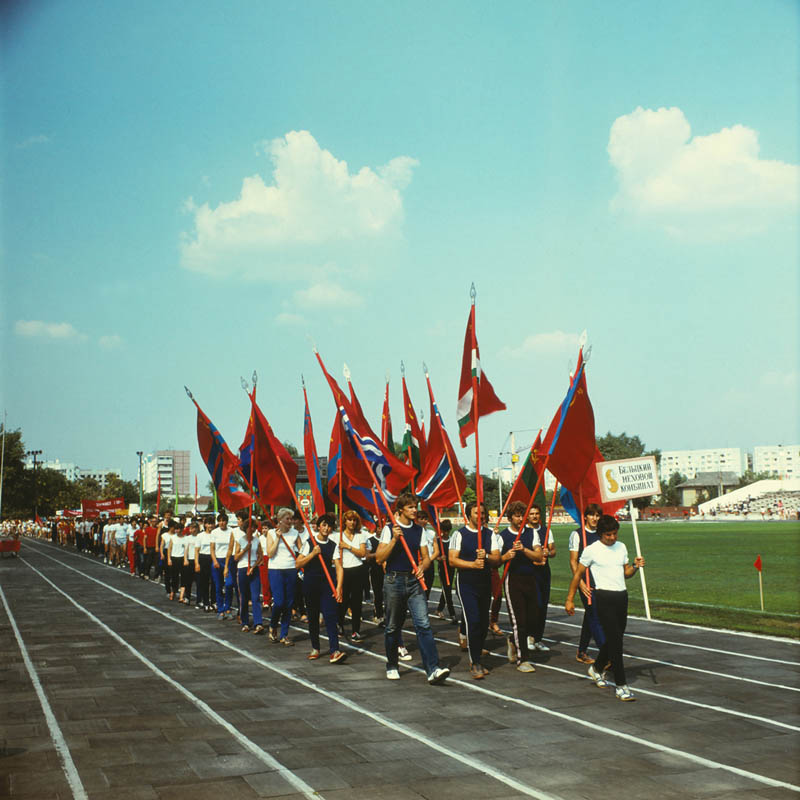
Paradă în Bălți (anii '80).
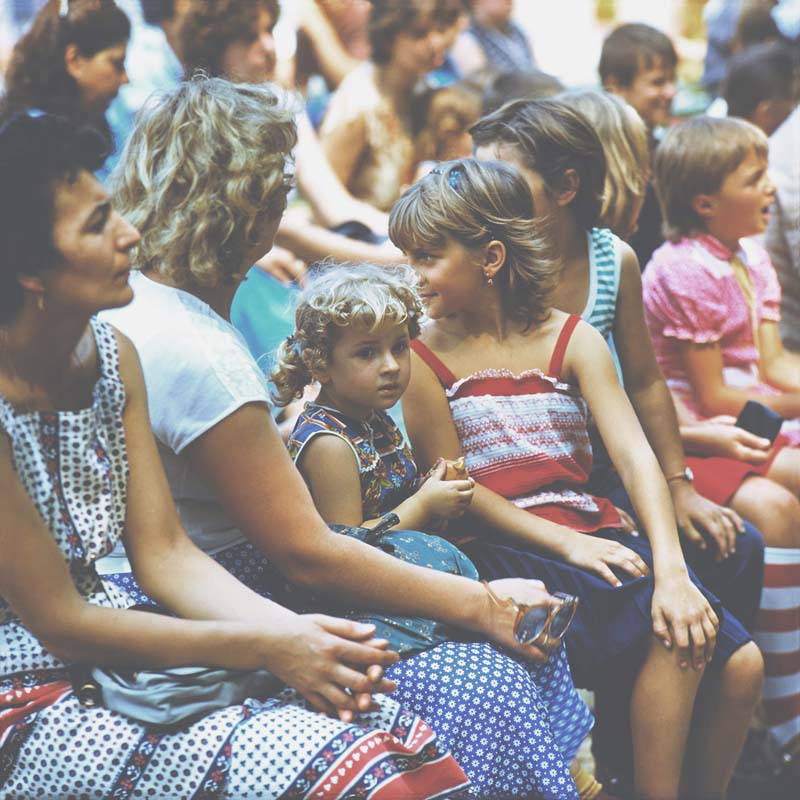
Femei și copii la o celebrare sovietică.
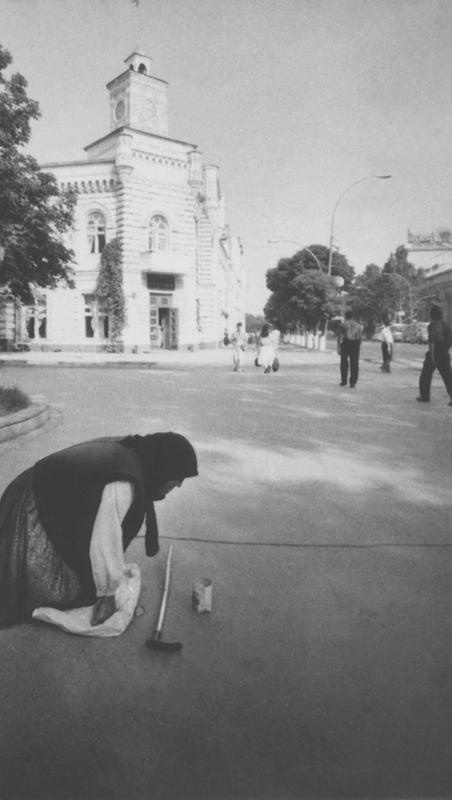
Chișinăul la sfârșitul anilor '80.
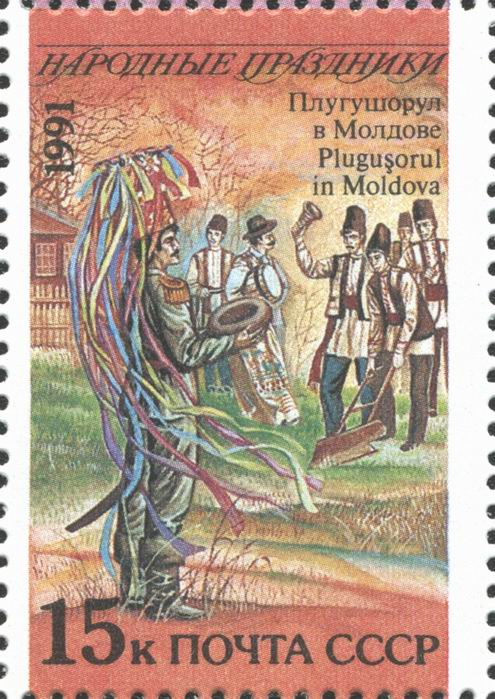
Timbru din 1991.